# Campegine
Campegine is een gemeente in de Italiaanse provincie Reggio Emilia (regio Emilia-Romagna) en telt 4551 inwoners. De oppervlakte bedraagt 22,2 km², de bevolkingsdichtheid is 204 inwoners per km².
De volgende frazioni maken deel uit van de gemeente: Caprara, Case Cocconi, Case Lago, Casinetto-Tagliavino, La Razza, Lago, Lora.

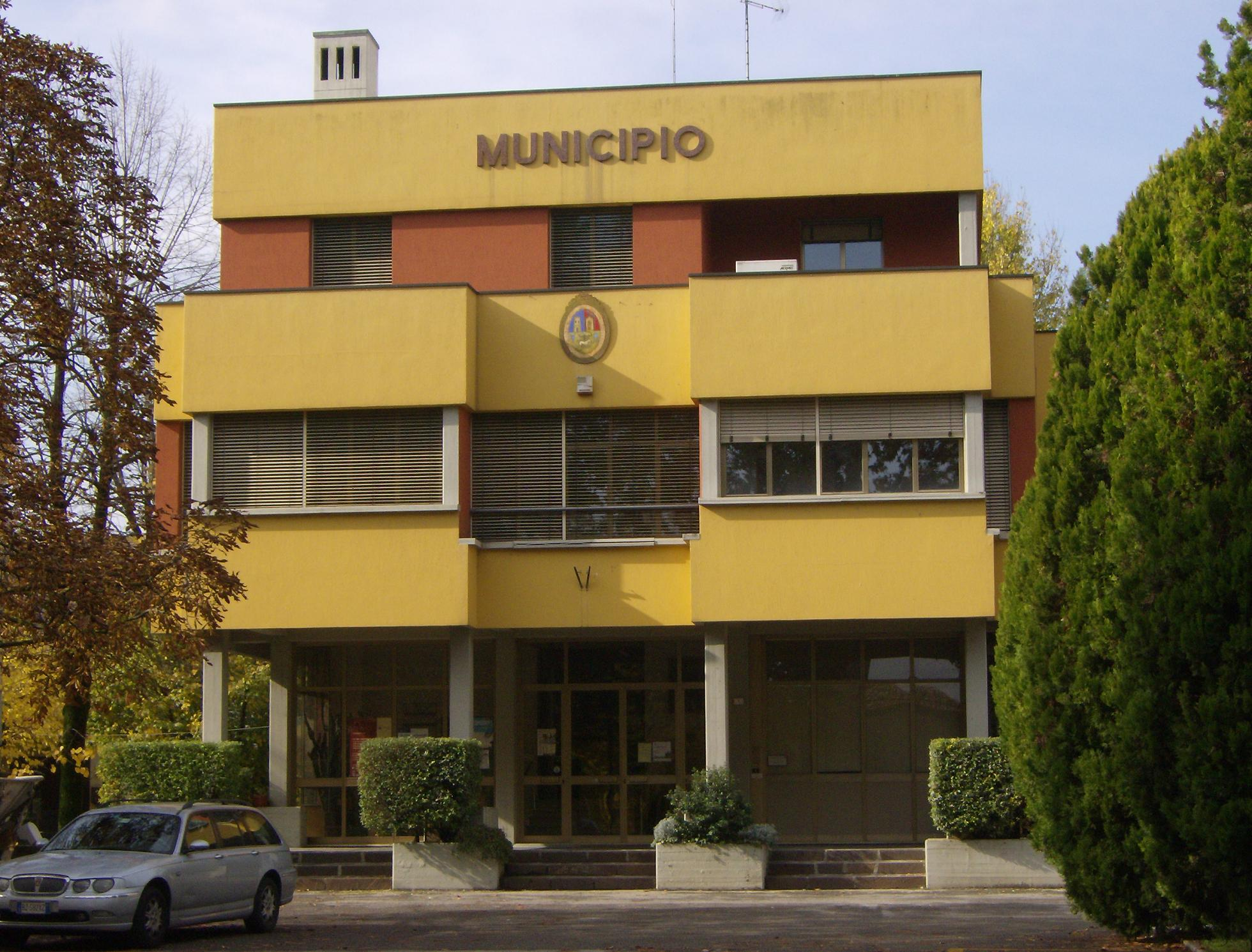
Gemeentehuis
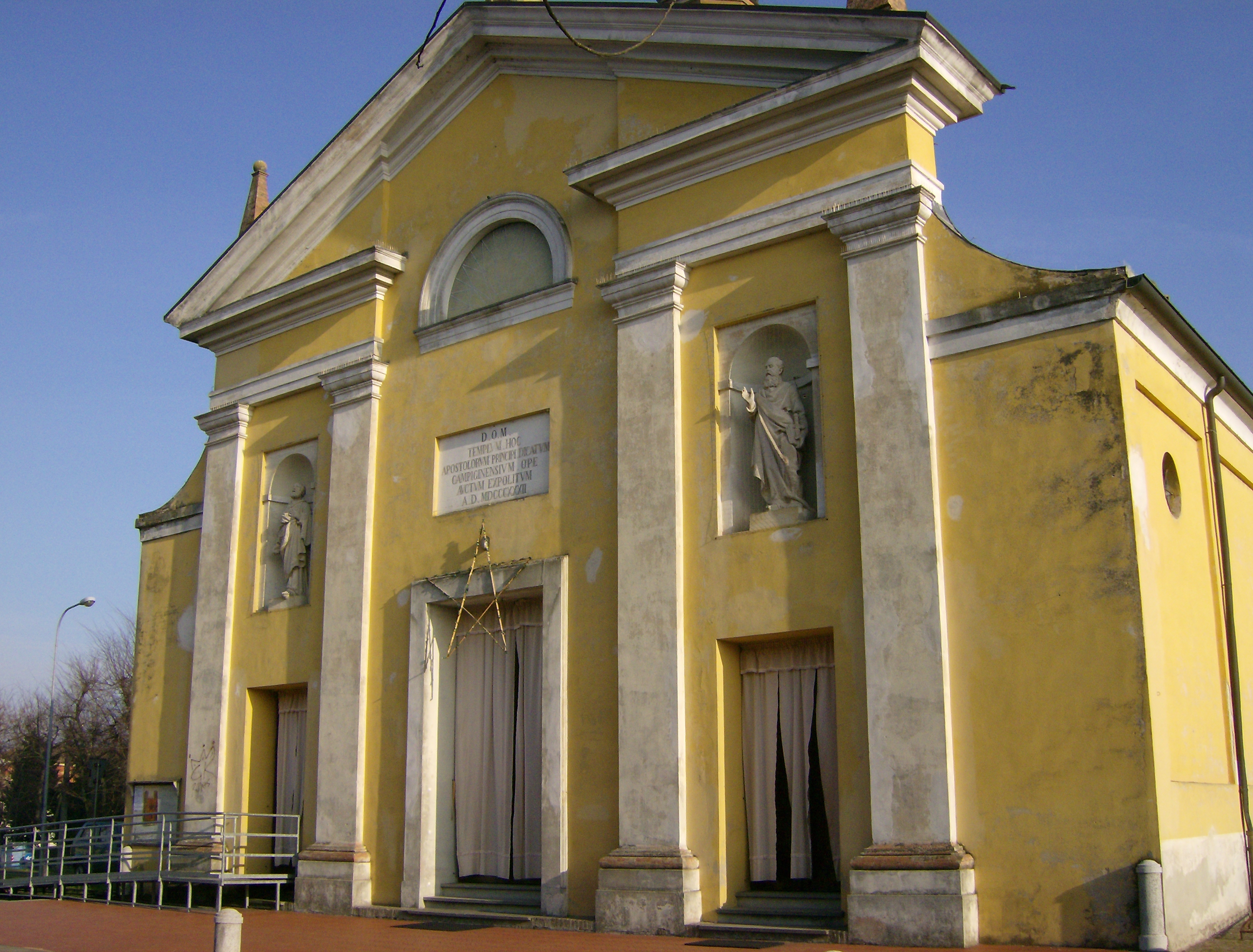
Kerk in Campegine

Albinea · Bagnolo in Piano · Baiso · Bibbiano · Boretto · Brescello · Busana · Cadelbosco di Sopra · Campagnola Emilia · Campegine · Canossa · Carpineti · Casalgrande · Casina · Castellarano · Castelnovo di Sotto · Castelnovo ne' Monti · Cavriago · Collagna · Correggio · Fabbrico · Gattatico · Gualtieri · Guastalla · Ligonchio · Luzzara · Montecchio Emilia · Novellara · Poviglio · Quattro Castella · Ramiseto · Reggio Emilia  · Reggiolo · Rio Saliceto · Rolo · Rubiera · San Martino in Rio · San Polo d'Enza · Sant'Ilario d'Enza · Scandiano · Toano · Ventasso · Vetto · Vezzano sul Crostolo · Viano · Villa Minozzo
- Virtual International Authority File: 123794984

1. ↑  https://demo.istat.it/?l=it.